# Liste deutscher Stadtgründungen/6. Jahrhundert
Die Liste deutscher Stadtgründungen im 6. Jahrhundert enthält Orte, die im 6. Jahrhundert gegründet oder erstmals urkundlich erwähnt wurden und später zu Städten wurden.
- 525 Konstanz, erstmals als Constantia erwähnt